# 山口俊章
山口 俊章（やまぐち としあき、1936年 - ）は、日本のフランス文学者。
東京生まれ。東京都立大学大学院人文科学研究科博士課程満期退学。1971 - 72年フランス留学、87年日本学術振興会よりフランス国立科学研究センターへ出向。関東学院大学助教授、神戸大学教養部助教授、同文化学研究科教授、関東学院大学教授。2007年退職。大佛次郎への関心から日本史に関する著作もある。

## 著書
- フランス一九二〇年代 状況と文学 中公新書、1978.9.
- フランス一九三〇年代 状況と文学 日本エディタースクール出版部、1983.12.
- 史伝鎌倉源家北条記 未知谷、2009.9.

## 翻訳
- アメリカの黒人 クロード・フォーラン 野沢協共訳、白水社、1967. 文庫クセジュ
- ある革命の証言 人民戦線を生きて ジャン・ゲーノ 二見書房、1970. 現代の証言
- ヤルタ会談=世界の分割 戦後体制を決めた8日間の記録 アルチュール・コント サイマル出版会、1986.3.
  - ヤルタ会談世界の分割 戦後体制を決めた8日間の記録 アルチュール・コント 二玄社、2009.3.
- バルカン歴史と現在 民族主義の政治文化 ジョルジュ・カステラン サイマル出版会、1994.7.
- 流行と信念 政治家の条件 エドゥアール・バラデュール サイマル出版会、1996.11.
- アイルランド ルネ・フレシェ 山口俊洋共訳、白水社, 1997.5. 文庫クセジュ
- ドゴール エリック・ルーセル 山口俊洋共訳、祥伝社、2010.12. ガリマール新評伝シリーズ世界の傑物